# Cillian Murphy
Cillian Murphy (Douglas, Comtat de Cork, 25 de maig de 1976) és un actor de cinema, teatre i televisió irlandès.

## Primers anys
Murphy va néixer el 25 de maig de 1976 a Douglas, Cork. La seva mare era professora de francès, mentre que el seu pare, Brendan, treballava per al Ministeri d'Educació. El seu avi, les seves tietes i els seus oncles també eren professors. Es va criar a Ballintemple, Cork, al costat del seu germà menor Páidi i les seves dues germanes petites Sile i Orla. Va començar a escriure i interpretar cançons als 10 anys.
Murphy es va criar en el catolicisme i va estudiar al col·legi catòlic de pagament Presentation Brothers College, on va obtenir bons resultats acadèmics, però sovint es ficava en embolics i de vegades el suspenien; a quart curs va decidir que no valia la pena portar-se malament. No li agradaven els esports, que eren una part important del pla d'estudis, i va descobrir que a l'escola es descuraven les activitats artístiques.

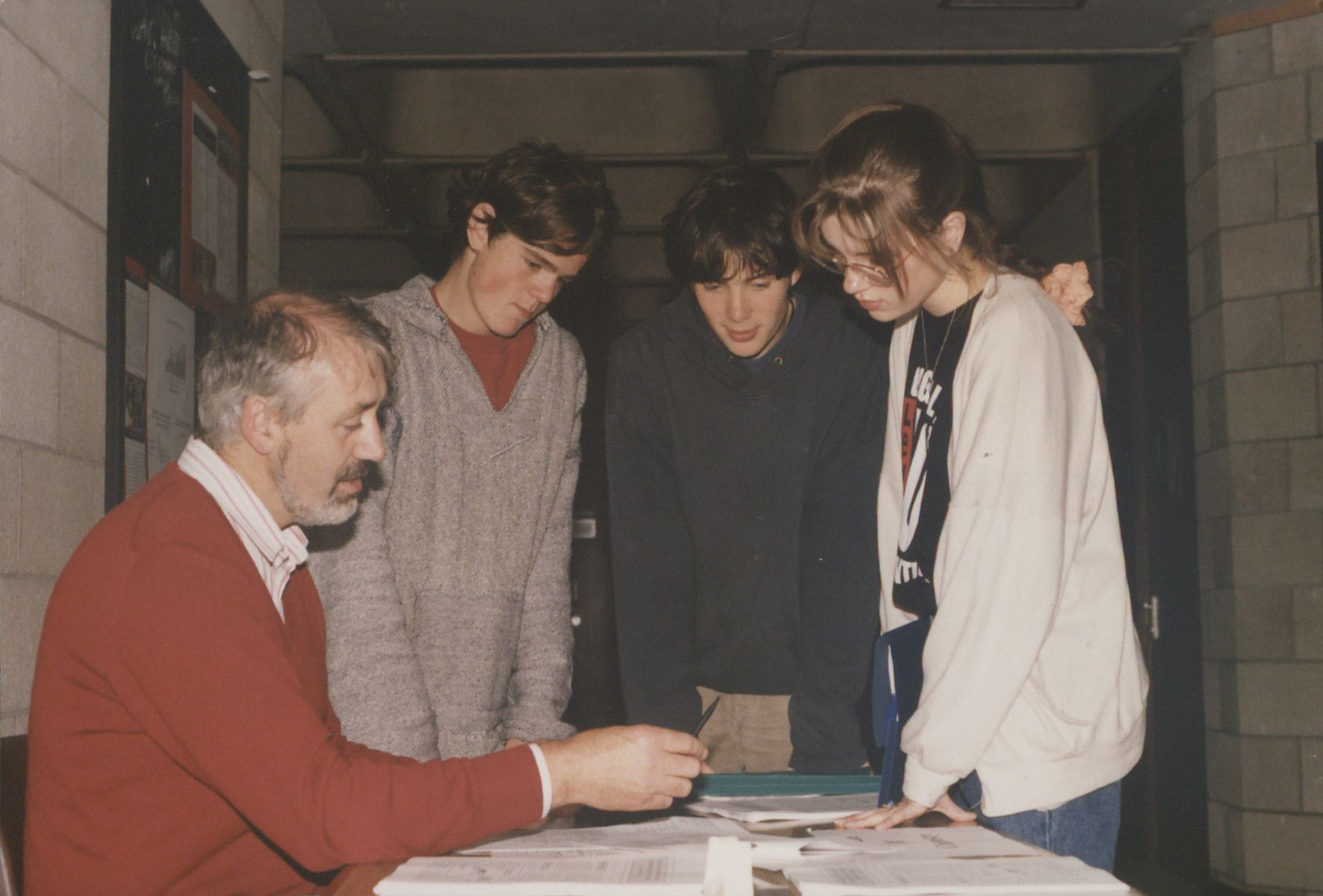
Murphy (segon per la dreta) amb Tim Smyth, Eoin O'Sullivan i Maria-Theresa Grandfield el 1992.

Murphy va provar per primera vegada la interpretació a secundària, quan va participar en un mòdul de teatre presentat per Pat Kiernan, director de la Corcadorca Theatre Company. El novel·lista William Wall, que era el seu professor d'anglès, el va animar a dedicar-se a la interpretació, però ell estava decidit a convertir-se en una estrella del rock. Al final de la seva adolescència i principis dels 20, cantava i tocava la guitarra en diversos grups al costat del seu germà Páidi, i el duo, obsessionat amb els Beatles, va batejar la seva banda de més èxit com The Sons of Mr. Green Genes (Els fills del senyor Green Genes), nom que van adoptar de la cançó homònima de Frank Zappa. Més tard ha dit que el grup "s'especialitzava en lletres xiflades i interminables solos de guitarra". Acid Jazz Records els va oferir un contracte de cinc àlbums, que van rebutjar perquè Páidi encara era a l'escola i el duo no estava d'acord amb la petita quantitat de diners que rebrien per cedir a la discogràfica els drets de les composicions de Murphy.
Murphy va començar a estudiar Dret a la University College Cork (UCC) el 1996, però va suspendre els exàmens del primer curs perquè “no tenia cap ambició de fer-ho”. No només estava ocupat amb la seva banda, sinó que al cap de pocs dies de començar a la UCC va saber que el Dret no era el que volia fer. El seu primer paper important va ser en la producció amateur de la Societat Dramàtica de la UCC Observeu els Fills de l'Ulster marxant cap al Somme, protagonitzada pel còmic irlandès-nord-americà Des Bishop. Murphy també va interpretar el paper principal en la seva producció de La botiga dels horrors, que es va representar a l'Òpera de Cork.

## Carrera
Va començar la seva carrera artística com a músic de rock. Després de rebutjar un contracte amb una companyia discogràfica, va iniciar la seva carrera interpretativa fent teatre, curtmetratges i pel·lícules independents al final de la dècada del 1990. Els seus primers papers destacats son en pel·lícules com ara 28 Days Later (2003), Girl with a Pearl Earring (2003), Cold Mountain (2003), Intermission (2003), Red Eye (2005) i Esmorzar a Plutó (2005); en aquesta última va rebre una nominació al premi Globus d'Or al millor actor musical o còmic i va guanyar l'Irish Film & Television Award com a millor actor. Murphy va interpretar el personatge de l'Espantaocells en la triologia de Batman del director Christopher Nolan. Durant la primera dècada del 2000 va aparèixer també en pel·lícules com The Wind That Shakes the Barley (2006), Sunshine (2007), El cavaller fosc (2008), The Edge of Love (2008), Origen (2010), i Peacock (2010).

### 2011–present:Peaky Blindersi l'èxit

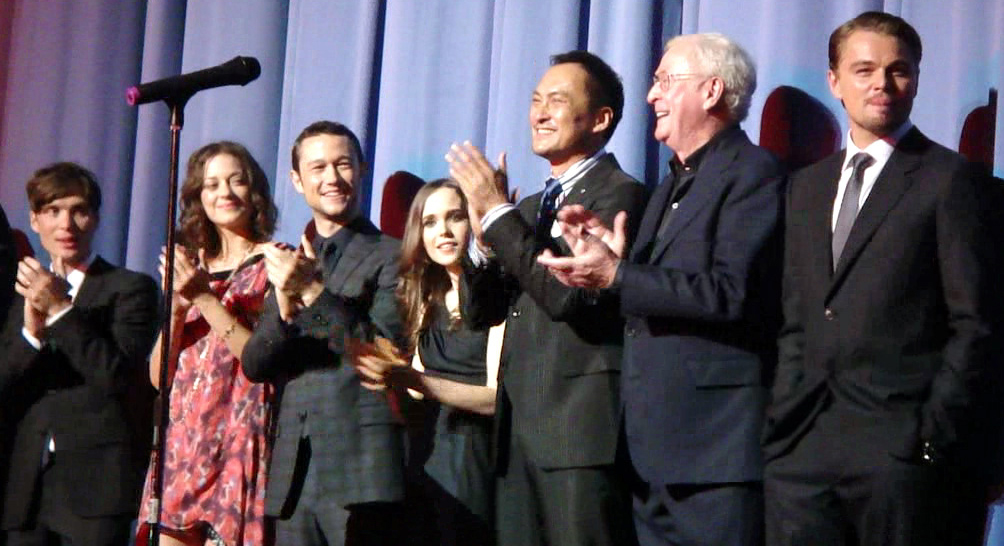
Murphy (extrem esquerra) amb el repartiment d'Origen el juliol de 2010

El 2011 va guanyar l'Irish Times Theatre Award al millor actor i el Drama Desk Award for Outstanding Solo Perfomance pel monodrama Misterman. També es va convertir en patró de la UNESCO. Entre el 2010 i el 2015 va aparèixer en pel·lícules com Retreat (2011), In Time (2011), Llums vermells (2012), El cavaller fosc: la llegenda reneix (2012), Transcendència (2014) i In the Heart of the Sea (2015).
Des del 2013, Murphy ha protagonitzat com Thomas Shelby a la sèrie de televisió de la BBC Peaky Blinders, una sèrie sobre una banda criminal a Birmingham durant el període posterior a la Primera Guerra Mundial. Jason Statham va ser elegit inicialment per al paper pel director Steven Knight, que es va reunir amb tots dos actors per parlar sobre el paper. Va triar a Murphy després de rebre un missatge de text de Murphy que deia: "Recorda, sóc actor". Murphy va declarar a The Independent: "[Els guions] eren tan convincents i segurs, i el personatge era tan ric i complex, estratificat i contradictori. Em vaig dir: 'He de fer això'". Peaky Blinders va ser elogiada i va obtenir una gran audiència. Una segona temporada va començar a emetre's a la BBC l'octubre del 2014. El 25 d'agost del 2019 es va emetre a BBC One el primer episodi de la cinquena temporada. En una entrevista amb Digital Spy, el director Anthony Byrne va dir: "si comencéssim a rodar al gener (2021), no acabaríem fins al maig o juny i després són 6 mesos més d'edició." La sisena temporada es va estrenar el 27 de febrer de 2022. El 2013, Murphy va debutar com a director amb un vídeo musical per al senzill Hold Me Forever, de la banda Money. El vídeo compta amb ballarins de l'English National Ballet i es va rodar al teatre The Old Vic de Londres.
El 2014, Murphy va protagonitzar el drama Aloft, i Transcendence, de Wally Pfister, totes dues amb crítiques majoritàriament desfavorables segons el portal Rotten Tomatoes. Aquell mateix any, Murphy es va reunir amb Enda Walsh a l'obra de teatre Ballyturk. Va protagonitzar la pel·lícula de Ron Howard Al cor del mar (2015). El 2015, va posar la veu a les cançons "8:58" i "The Clock" de l'àlbum de Paul Hartnoll 8:58. Tots dos es van conèixer prèviament mentre Hartnoll realitzava el guió de la segona temporada de Peaky Blinders. El 2016, Murphy va protagonitzar Free Fire, de Ben Wheatley, i va interpretar el soldat txecoslovac de l'exèrcit de la Segona Guerra Mundial Jozef Gabčík, que va participar en l'Operació Anthropoid, l'assassinat de Reinhard Heydrich a Anthropoid.

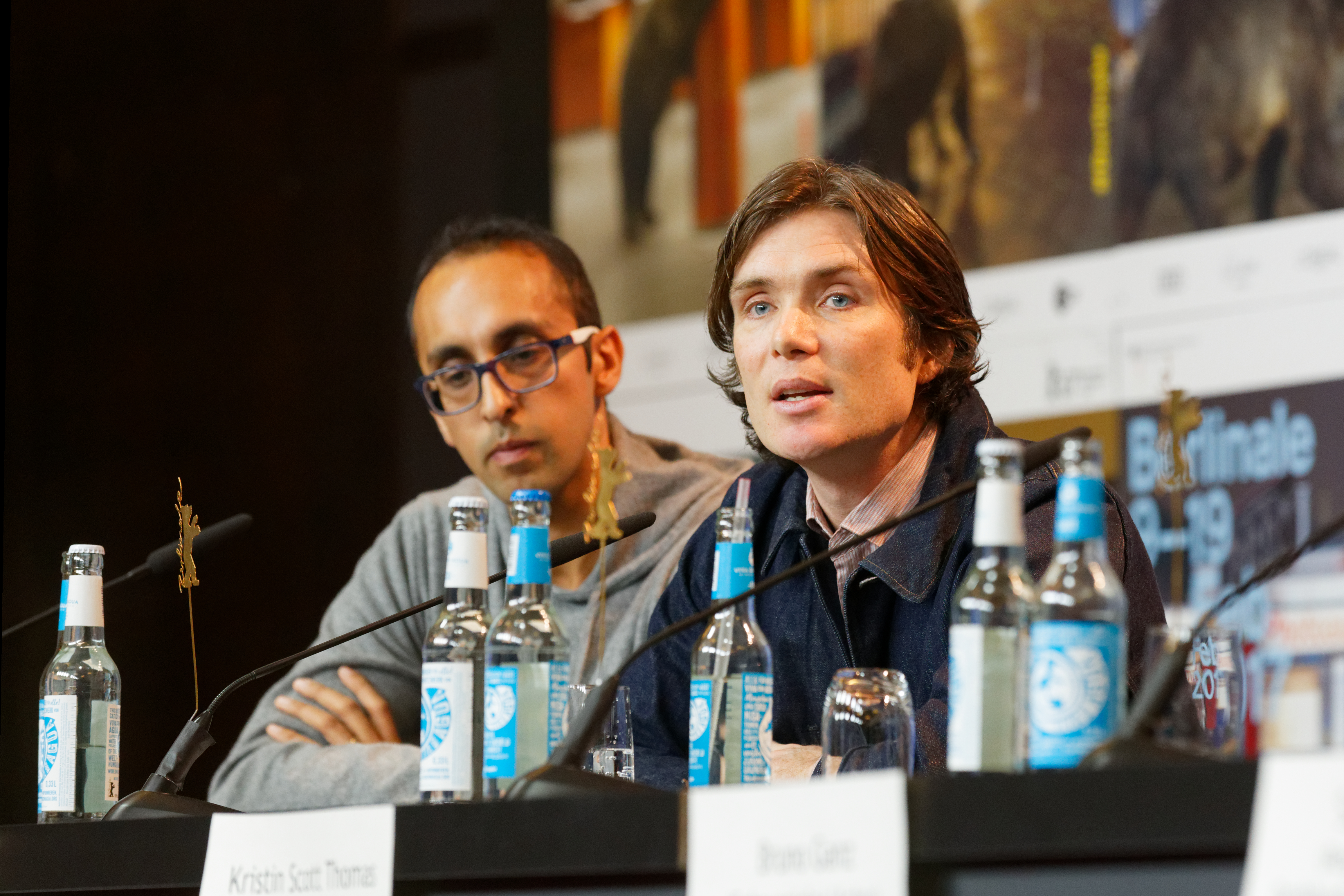
Cillian Murphy en roda de premsa a la Berlinale de 2017

Murphy va interpretar un oficial de l'exèrcit en estat de xoc que és recuperat d'un vaixell naufragat a la pel·lícula bèl·lica Dunkirk (2017), de Christopher Nolan. Va considerar que el seu personatge, que no té nom i va ser acreditat simplement com a Soldat tremolós, era "representatiu d'alguna cosa que experimenten milers de soldats, que és el profund peatge emocional i psicològic que pot tenir la guerra". Murphy també ha interpretat un paper al llargmetratge Anna com Miller, estrenat el juny de 2019. A Quiet Place Part II, estrenada el 28 de maig de 2021, és protagonitzada per Murphy al paper d'Emmett, un aguerrit supervivent i vell amic de la família dels Abbott . El personatge de Murphy acull a contracor als Abbott després dels esdeveniments de la primera pel·lícula.
Murphy va interpretar a J. Robert Oppenheimer a la pel·lícula de Nolan Oppenheimer, estrenada el 21 de juliol de 2023. La pel·lícula suposa la sisena col·laboració entre Nolan i Murphy, i la primera protagonitzada per Murphy. Per preparar-se per al paper, l'actor va fer el que ell va resumir com "un munt de lectures" sobre la vida d'Oppenheimer i també es va inspirar en l'aparició de David Bowie a la dècada de 1970. Es va estrenar amb elogis generalitzats de la crítica, en particular per l'actuació de Murphy, i Dan Jolin, d'Empire, va escriure: "Al nucli palpitant de la pel·lícula hi ha Murphy com Oppenheimer, i és convincent en tot moment".

## Filmografia principal

### Cinema
| Any  | Títol                                                        | Personatge                     | Direcció          | Notes          |
| ---- | ------------------------------------------------------------ | ------------------------------ | ----------------- | -------------- |
| 1998 | The Tale of Sweety Barrett                                   | Pat the Barman                 | Stephen Bradley   |                |
| 1999 | Sunburn                                                      | Davin McDerby                  | Nelson Hume       |                |
| 1999 | The Trench                                                   | Rag Rockwood                   | William Boyd      |                |
| 2001 | On the Edge                                                  | Jonathan Breech                | John Carney       |                |
| 2001 | How Harry Became a Tree                                      | Gus                            | Goran Paskaljević |                |
| 2001 | Disco Pigs                                                   | Darren / Pig                   | Kirsten Sheridan  |                |
| 2002 | 28 Days Later                                                | Jim                            | Danny Boyle       |                |
| 2003 | Intermission                                                 | John                           | John Crowley      |                |
| 2003 | Girl with a Pearl Earring                                    | Pieter                         | Peter Webber      |                |
| 2003 | Cold Mountain                                                | Bardolph                       | Anthony Minghella |                |
| 2005 | Batman Begins                                                | Dr. Jonathan Crane / Scarecrow | Christopher Nolan |                |
| 2005 | Red Eye                                                      | Jackson Rippner                | Wes Craven        |                |
| 2005 | Esmorzar a Plutó (Breakfast on Pluto)                        | Patrick "Kitten" Braden        | Neil Jordan       |                |
| 2006 | The Wind That Shakes the Barley                              | Damien O'Donovan               | Ken Loach         |                |
| 2007 | Sunshine                                                     | Robert Capa                    | Danny Boyle       |                |
| 2007 | Watching the Detectives                                      | Neil                           | Paul Soter        |                |
| 2008 | El cavaller fosc (The Dark Knight)                           | Dr. Jonathan Crane / Scarecrow | Christopher Nolan | cameo          |
| 2008 | The Edge of Love                                             | William Killick                | John Maybury      |                |
| 2008 | Waveriders                                                   | Narrator (voice)               | Joel Conroy       | documental     |
| 2009 | Perrier's Bounty                                             | Michael McCrea                 | Ian Fitzgibbon    |                |
| 2010 | Peacock                                                      | John / Emma Skillpa            | Michael Lander    |                |
| 2010 | Hippie Hippie Shake                                          | Richard Neville                | Beeban Kidron     | sense estrenar |
| 2010 | Origen (Inception)                                           | Robert Fischer                 | Christopher Nolan |                |
| 2010 | Tron: Legacy                                                 | Edward Dillinger, Jr.          | Joseph Kosinski   | cameo          |
| 2011 | Retreat                                                      | Martin                         | Carl Tibbetts     |                |
| 2011 | In Time                                                      | Raymond Leon                   | Andrew Niccol     |                |
| 2012 | Llums vermells                                               | Tom Buckley                    | Rodrigo Cortés    |                |
| 2012 | Broken                                                       | Mike Kiernan                   | Rufus Norris      |                |
| 2012 | El cavaller fosc: la llegenda reneix (The Dark Knight Rises) | Dr. Jonathan Crane / Scarecrow | Christopher Nolan | cameo          |
| 2014 | Aloft                                                        | Ivan                           | Claudia Llosa     |                |
| 2014 | Transcendència (Transcendence)                               | Agent Donald Buchanan          | Wally Pfister     |                |
| 2015 | Al cor del mar (In the Heart of the Sea)                     | Matthew Joy                    | Ron Howard        |                |
| 2016 | Operació Anthropoid (Anthropoid)                             | Jozef Gabčík                   | Sean Ellis        |                |
| 2016 | Free Fire                                                    | Chris                          | Ben Wheatley      |                |
| 2017 | The Party                                                    | Tom                            | Sally Potter      |                |
| 2017 | Dunkerque (Dunkirk)                                          | Shivering Soldier              | Christopher Nolan |                |
| 2018 | The Delinquent Season                                        | Jim                            | Mark O'Rowe       |                |
| 2019 | Anna                                                         | Lenny Miller                   | Luc Besson        |                |
| 2020 | A Quiet Place Part II                                        | Emmett                         | John Krasinski    |                |
| 2023 | Oppenheimer                                                  | Robert Oppenheimer             | Christopher Nolan |                |

### Televisió
| Any       | Títol                                | Personatge     | Notes                                               |
| --------- | ------------------------------------ | -------------- | --------------------------------------------------- |
| 2001      | The Way We Live Now                  | Paul Montague  | sèrie de TV; 4 episodis                             |
| 2013–2022 | Peaky Blinders                       | Thomas Shelby  | sèrie de TV; 30 episodis. També productor executiu. |
| 2015      | Atlantic: The Wildest Ocean on Earth | narrador (veu) | sèrie de TV; 3 episodis                             |
| 2019      | The Irish Revolution                 | narrador (veu) | sèrie de TV; 3 episodis                             |